# 忍者増田
忍者増田（にんじゃますだ、1969年10月1日 - ）は、主にエンターブレイン系雑誌で執筆するフリーライター兼自称忍者。茨城県行方郡潮来町（現・潮来市）出身。本名は増田 厚（ますだ あつし）。

## 来歴
千葉県立佐原高等学校時代は『ログイン』の常連投稿者で、大学進学を機に上京した1989年、『ログイン』編集部にアルバイトとして採用される。当初より忍者の装束で誌面に登場し、ライターとして頭角を現す。のち大学は中退しアスキーに入社、引き続き同誌の編集者となる。1995年に『ファミ通』編集部へ異動、1998年に退社するまで一貫してゲーム関係の雑誌で活躍する。退社後はフリーライターとして、ゲーム界にとどまらず活動している。

## 人物
『ログイン』では1991年から『ウィザードリィ』の連載を持ち、これは他誌に移ったりウェブ版に形を変えたりしながらも2012年まで続く長期連載となった。もっとも、『ウィザードリィ』を愛好していることから忍者を名乗っているのではなく、サスケなど白土三平の漫画の影響で元々忍者好きで、忍者が同ゲームに登場しているのでプレイするようになったとのことである。
2008年3月29日に滋賀県甲賀市で行われた忍者検定では6位に入賞。
フリー転向後も忍者装束で誌面に出ていたが、2011年5月21日に行われた『ウィザードリィ』のトークイベントには普通の服装で登場し「40代になってようやく忍者服を着て人前に出るのが恥ずかしくなった」と話した。武蔵一族、夢幻陣、甲賀忍術研究会の3忍者団体に所属している。
Jリーグ発足以来のサッカー好きであり出身地に程近い鹿島アントラーズのファンであることを公言しているが、地元に忠誠心を尽くすことのできる対象がたまたまサッカーだっただけで、「サッカー好き」より常に「地元好き」であるという。また『プロサッカークラブをつくろう!』の大ファンでもある。『サッカーJ+』では、スポンサーを紹介するコーナーを担当していた。

## 著書
- 『忍者増田のレトロゲーム忍法帖』（2017年3月17日、インプレス）ISBN 978-4295000860